# Метъл чърч
„Метъл чърч“ (на английски: Metal Church) е хевиметъл група от град Абърдийн, щата Вашингтон, Съединените американски щати.
Основава е през 1981 г. с името „Шрапнел“ (Shrapnel). Първия си албум пускат на пазара през 1984 г., а най-новия „The Present Wasteland“ – през 2008 година.
Тази група се развива в траш-пауър стила.

## Дискография
- Four Hymns (демо) (1982)
- Metal Church (1984)
- The Dark (1986)
- Blessing in Disguise (1989)
- The Human Factor (1991)
- Hanging in the Balance (1993)
- Live (1998)
- Masterpeace (1999)
- The Weight of the World (2004)
- A Light in the Dark (2006)